# Canning Town
Canning Town est un district de l'East London. Il a fait partie du Borough londonien de Newham depuis 1965. Il est situé dans la zone des anciens Royal Docks (en).
On y trouve la station de métro Canning Town.
Le district est en restructuration importante depuis 2012.